# Zahra Ahmadi
Zahra Ahmadi (Perzisch: زهرا احمدی) (Plymouth, 1982) is een Engelse actrice.

## Biografie
Ahmadi heeft Perzische wortels. In 2005 studeerde ze af aan het Royal Welsh College of Music & Drama. Met haar rol in EastEnders, die ze voor het eerst vervulde in 2007, kreeg ze landelijke bekendheid. De serie Beyond Paradise, waarin Ahmadi een hoofdrol heeft, werd opgenomen in de regio waarin zij opgroeide.

## Filmografie (selectie)
| Jaar      | Titel                                            | Rol                | Type productie | Opmerkingen     |
| --------- | ------------------------------------------------ | ------------------ | -------------- | --------------- |
| 2006-2007 | Trial & Retribution                              | DC Imelda Folks    | Televisieserie | 2 afleveringen  |
| 2007-2008 | EastEnders                                       | Shabnam Masood     | Televisieserie | 64 afleveringen |
| 2010-2016 | The Increasingly Poor Decisions of Todd Margaret | Mehtap             | Televisieserie | 6 afleveringen  |
| 2013      | Doctor Who                                       | Missy              | Televisieserie | 1 aflevering    |
| 2013      | The Job Lot                                      | Karen Ellwell      | Televisieserie | 1 aflevering    |
| 2013      | Closed Circuit                                   | Beller             | Film           |                 |
| 2013-2017 | Count Arthur Strong                              | Sinem              | Televisieserie | 20 afleveringen |
| 2014      | Black Mirror                                     | Gita               | Televisieserie | 1 aflevering    |
| 2016      | Berlin Station                                   | Clare Itani        | Televisieserie | 5 afleveringen  |
| 2018      | Death in Paradise                                | Daisy Anderson     | Televisieserie | 1 aflevering    |
| 2020      | Marcella                                         | Sadie              | Televisieserie | 1 aflevering    |
| 2022      | The Bay                                          | Shazia Riaz        | Televisieserie | 5 afleveringen  |
| 2023-2025 | Beyond Paradise                                  | DS Esther Williams | Televisieserie | 20 afleveringen |

- Library of Congress Control Number: no2024064268
- Virtual International Authority File: 3361171976981018240002